# Durford Wood
Durford Wood – osada w Anglii, w hrabstwie Hampshire, w dystrykcie East Hampshire. Leży 35 km na wschód od miasta Winchester i 76 km na południowy zachód od Londynu.